# Magda Vermander
Magda Vermander is een personage uit de Vlaamse soapserie Wittekerke dat werd gespeeld door Veerle Wijffels. Ze speelde deze rol vanaf de eerste aflevering tot halverwege seizoen 8, van 1993 tot 2001.

## Personage
Magda is de vriendin van iedereen en geliefd bij de meeste mensen in Wittekerke. Ze heeft al jaren een relatie met politiecommissaris Georges Coppens, maar ze wonen niet samen. Ze werkt als verpleegster in de polikliniek en doet het onthaal bij Nellie De Donder. Als Annie De Cleyn kanker krijgt gaat Magda haar regelmatig bezoeken. Doordat Georges echter het vel wil van Annies vriend Jos Verlackt, denkt Jos dat Magda komt spioneren. Annie zet hun jarenlange vriendschap hierdoor op een laag pitje. Bij de terugkeer van Wielemans in Wittekerke moedigt Magda hem aan om naar het ziekenhuis te gaan om testen te doen zodat hij terug kan lopen, wat hem uiteindelijk ook lukt.
Intussen is ook Katrien, de dochter van Georges, terug naar Wittekerke gekeerd uit Engeland. Ze is samen met piloot Ronnie Geevaert meegevlogen en dit vliegtuig stort neer, maar Katrien en Ronnie zijn ongedeerd. Katrien verblijft wel enkele dagen in het ziekenhuis en daarom komt haar moeder Paula ook naar Wittekerke. Paula is erg onvriendelijk tegen Magda en zegt dat ze niet de eerste en niet de laatste vriendin van Georges zal zijn. Tijdens haar huwelijk dronk Georges veel waardoor ze hem verlaten heeft, maar nu Georges nuchter is toont Paula weer interesse. Georges laat zich inpakken door Paula en ziet er geen kwaad in, Magda schuift zij langzaam opzij zonder er erg in te hebben, maar Magda geeft zich niet zomaar gewonnen. Uiteindelijk maakt George aan Paula duidelijk dat zijn hart bij Magda ligt, maar voor Magda hoeft het niet meer. Georges doet erg zijn best en de twee komen terug samen. Magda wil wel niet dat het zoals vroeger wordt, maar wil samen wonen. Georges stemt hiermee in. Hij is al blij dat Magda niet wil trouwen, want hij is nooit van Paula gescheiden. Katrien verklapt dit per ongeluk waardoor Magda weer kwaad wordt. Georges besluit te scheiden en alles komt goed. Hij krijgt een job aangeboden bij de politie van Brugge, wat Magda niet ziet zitten. 
Na lang twijfelen besluiten ze te trouwen maar hij wil niet. Kort daarna krijgt Magda te horen dat ze kanker heeft. Ze gaat de strijd aan en ze wint.

## Vertrek
Georges zit onschuldig in de gevangenis en Magda gaat op onderzoek uit. Ze vindt bewijzen tegen Cools en wil hiermee naar de politie stappen. Cools houdt haar tegen en er ontstaat een ruzie, Cools duwt Magda en ze komt verkeerd neer. Wanneer Max arriveert en de ambulance belt is het al te laat, Magda is overleden. Georges komt vrij uit gevangenis 

## Familie
- Georges Coppens (man)
- Rita Vermander (zus)
- Nikki de Vlieger (nichtje)
- Zoem Palinx (zoon van Nikki)
- Koen de Vlieger (neefje)